# Cor van Zadelhoff

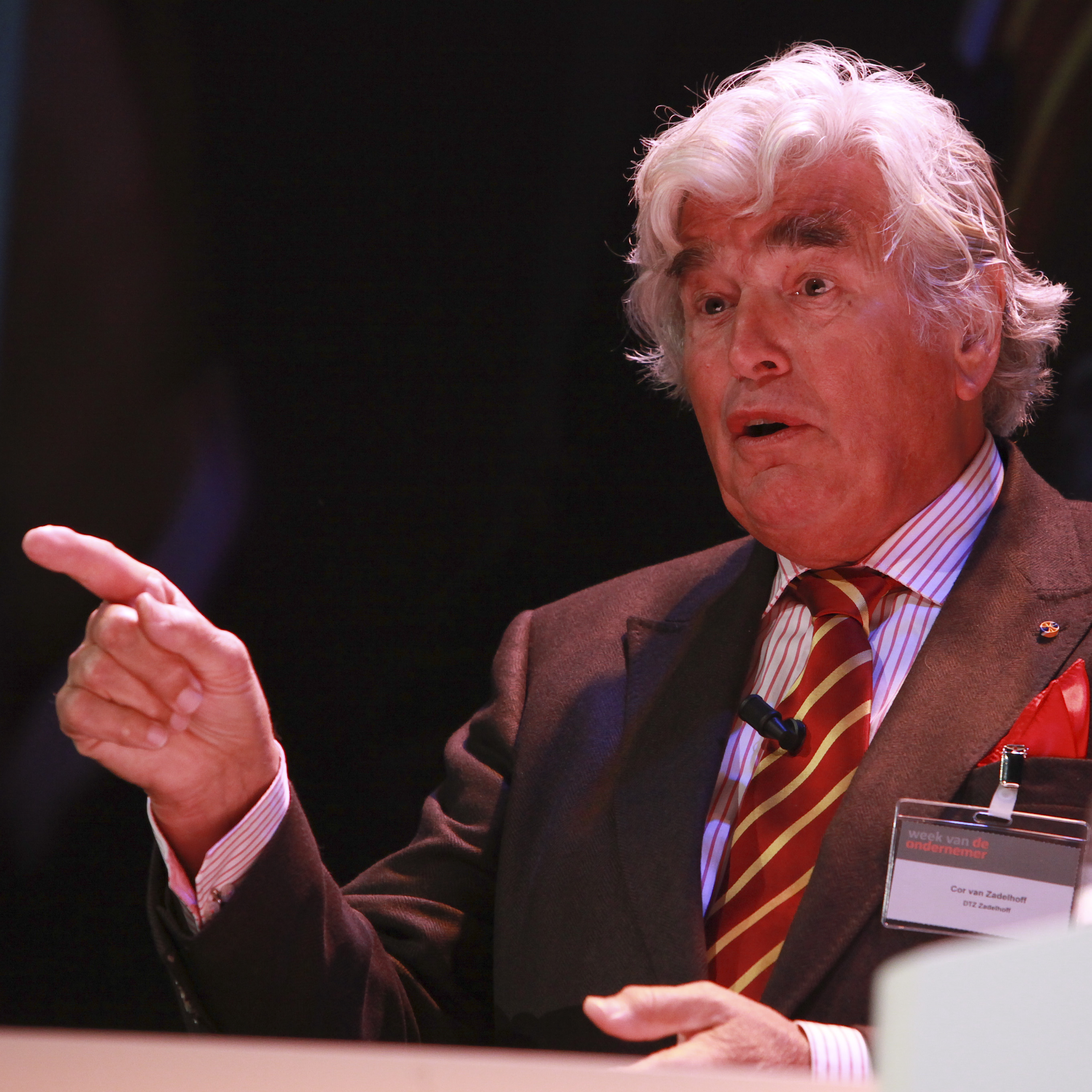
Van Zadelhoff tijdens de Week van de Ondernemer 2011.

Cor van Zadelhoff (Nieuwer-Amstel, 22 april 1938) is een Nederlandse bedrijfsmakelaar en vastgoedhandelaar. Hij studeerde economie en richtte in 1968 Zadelhoff Makelaars op. Sinds 1990 is Zadelhoff een internationale adviesorganisatie, gespecialiseerd in bedrijfsmatig onroerend goed, met wereldwijde samenwerkingspartners. 
In 1980 verkocht hij zijn aandelen in Zadelhoff Makelaars aan een Zwitserse bank, maar bleef actief als belegger in vastgoed. In 2001 verkocht hij zijn vastgoedportefeuille aan het Amerikaanse bedrijf Tishman Speyer.
Daarnaast is Zadelhoff lid van de Taskforce Ouderen en Arbeid en voorzitter van de Stichting Fondsenwerving -en beheer uitbreiding en renovatie Stedelijk Museum. Deze laatste stichting werd in januari 2004 opgericht met als doel het verwerven van gelden die ten behoeve komen van de renovatie en uitbreiding van het Stedelijk Museum in Amsterdam.
Het bestuur van de stichting bestaat uit zes leden. Naast Cor van Zadelhoff, zijn dat Els van der Plas, Morris Tabaksblat, Yoeri Albrecht, Rijkman Groenink en Joop van den Ende.

## Trivia
- De broer van Cor - Bart van Zadelhoff - is hoogleraar Belastingrecht aan de Rijksuniversiteit Groningen. Zijn expertise is in de omzet- en overdrachtsbelasting. Als fiscalist houdt hij zich voornamelijk bezig met advisering op het gebied van onroerende zaken.